# Baltra
Baltra (span.: Isla Baltra, engl.: Baltra Island) ist eine der kleineren Inseln des Galápagos-Archipels. 
Die auch Seymour Sur genannte Insel, in Abgrenzung zur noch nördlich gelegenen Insel Seymour Norte, liegt nur etwa 1 km vor der Nordküste von Santa Cruz, der zweitgrößten Insel des Archipels. Verwaltungstechnisch gehören die nicht-militärisch genutzten Anteile der Insel zur Municipalidad de Santa Cruz mit Sitz in Puerto Ayora. Auf der etwa 27 km² großen Insel befindet sich mit dem Flughafen Seymour (IATA-Code: GPS, ICAO-Code: SEGS) der kommerziell am meisten genutzte Flughafen des Archipels (der zweite befindet sich in Puerto Baquerizo Moreno auf San Cristóbal), so dass viele Galápagos-Touristen ihren Fuß zuerst auf diese Insel setzen. Auf der Insel befindet sich zudem ein Militärstützpunkt der ecuadorianischen Armee (alle drei Teilstreitkräfte sind repräsentiert) und Einrichtungen der Küstenwache mit angeschlossenen Kasernen.
Die Insel Baltra gehört wegen des Militärstützpunktes nicht zum Galápagos-Nationalpark.
Im Zweiten Weltkrieg errichteten die USA einen Militärflugplatz zum Schutz der westlichen Zufahrt des Panamakanals. Die hier stationierten Einheiten waren jedoch zu keiner Zeit an Kampfhandlungen beteiligt. 